# Raymond Albert Wheeler
Raymond Albert Wheeler (31 juillet 1885 - 9 février 1974) est un lieutenant général du Corps du génie de l'armée des États-Unis et un ingénieur de renommée internationale. Il a combattu dans les deux guerres mondiales, durant la bataille de l'Aisne, où il obtient la Silver Star, et dans le théâtre d'Asie du Sud-Est de la Seconde Guerre mondiale, où il assiste à la capitulation japonaise à Singapour.

## Référence
1. ↑  (en) « Past Hoover Medal Recipients », American Society of Mechanical Engineers (consulté le 18 août 2021)
2. ↑  « Register of the Raymond Albert Wheeler papers », oac.cdlib.org (consulté le 19 août 2021)